# Bela Vista (distrito de São Paulo)
Bela Vista é um distrito situado na região central do município de São Paulo, que abrange os bairros do Morro dos Ingleses, Bixiga, Bela Vista e parte do bairro de Cerqueira César (Baixo Augusta), sendo administrado Prefeitura Regional da Sé.
Dentro de seus limites estão localizadas algumas das mais importantes atrações paulistanas – como o lendário bairro do Bixiga, com cantinas, teatros e festas populares, e o Museu de Arte de São Paulo. Abriga também a Escola de Administração de Empresas de São Paulo da Fundação Getulio Vargas, referência no ensino de administração de empresas no Brasil. Mais recentemente foram instaladas no bairro a Escola de Economia e a Escola de Direito da Fundação Getulio Vargas.
O distrito é atendido pela Linha 2-Verde do metrô e futuramente será também coberto pela Linha 6-Laranja. O romance Anarquistas, Graças a Deus de Zélia Gattai se passa no bairro, assim como parte do enredo de dois populares livros infanto-juvenis intitulados O Mistério do Cinco Estrelas e O Covil dos Vampiros. Apresenta contrastes sociais, tendo famílias de classe média-alta no Morro dos Ingleses, nas proximidades da Av. Paulista, e famílias operárias no Bixiga.

## História
O distrito recebeu um grande número de imigrantes italianos na segunda metade do século XIX e início do século XX. Realiza um dos mais tradicionais eventos de rua de São Paulo, a Festa de Nossa Senhora Achiropita, todos os finais de semana do mês de agosto.
A Bela Vista é reduto do Vai-Vai, tradicional escola de samba e detentora do maior número de títulos do carnaval paulistano.

### Bairros do distrito
Bela Vista
Localização: Nas proximidades da Avenida Paulista, no Espigão da Paulista o bairro é conhecido por ser um centro de saúde, abrigando um grande número de hospitais renomados.

Múltiplos serviços: Na região está o mega-empreendimento Cidade Matarazzo, o Shopping Cidade São Paulo, o Teatro Gazeta, TV Gazeta, a Maternidade Pro Matre, a Fundação Cásper Líbero, o Centro Cultural Coreano, a FIAP, a sede do Coren-SP, o Shopping Pátio Paulista, Beneficência Portuguesa de São Paulo, Hospital Alemão Oswaldo Cruz, Hospital Santa Catarina, Hospital Paulistano, Hospital Samaritano Paulista e a Japan House.

Arquitetura e Urbanismo: É um bairro nobre verticalizado, refletindo a modernização contínua da cidade, classificado pelo CRECI como "Zona de Valor B".
Bixiga
Localização: Conhecido oficialmente como Bixiga, essa área mantém características originais do traçado urbano, com casário baixo e forte influência italiana.

Cultura e tradições: Famoso por suas cantinas tradicionais, como o Rancho Nordestino, e por ser um polo teatral, com muitos teatros como o Teatro Oficina, o Teatro do Incêndio, o Ágora Teatro, o Teatro Macunaíma, o Theatro Ribalta, o Teatro Sérgio Cardoso, o Teatro Bibi Ferreira, Teatro Brigadeiro, o Teatro Jardel Filho,  o Centro Cultural Vila Itororó, a Escadaria do Bixiga, a Casa de Dona Yayá, os Arcos da Rua Jandaia, o Madame Underground Club, a escola de samba Vai-Vai e eventos como a Festa de Nossa Senhora Achiropita.
Morro dos Ingleses
Localização: Conhecido por suas características residenciais e históricas está localizado na região das ruas: dos Ingleses, dos Franceses, dos Alemães, dos Holandeses, dos Belgas, Alameda Joaquim Eugênio de Lima e Alm. Marques de Leão.
 
Cultura e tradições: O bairro é conhecido por suas ruas arborizadas e por abrigar antigas mansões que refletem a arquitetura do início do século XX. Originalmente, o Morro dos Ingleses era uma área residencial para a elite paulistana, incluindo muitos imigrantes ingleses, o que deu origem ao nome do bairro. No bairro situa-se: o Museu dos Óculos Gioconda Giannini, o Hospital Municipal Infantil Menino Jesus, o Teatro Ruth Escobar, o Museu Memória do Bixiga, sendo uma "Zona de Valor A", classificação do CRECI.
Cerqueira César
Localização: Avenida Paulista, Rua Peixoto Gomide, Rua Frei Caneca e Avenida Nove de Julho.
 
Cultura e tradições: O bairro dividido entre os distritos de Consolação, Jardim Paulista e Bela Vista, no distrito é conhecido por abrigar o Museu de Arte de São Paulo, o Shopping Frei Caneca, o Shopping Center 3, o Hospital 9 de Julho, Hospital Sírio-Libanês, o 34º Cartório - Oficial de Registro Civil do 34º Subdistrito Cerqueira César, hoteis e a região boêmia do Baixo Augusta, classificado pelo CRECI como "Zona de Valor B".

## Demografia
Evolução demográfica do distrito da Bela Vista

## Limites
- Norte: Ligação Leste-Oeste.
- Leste: Avenida Vinte e Três de Maio.
- Sul: Viaduto do Paraíso, Rua do Paraíso.
- Sudoeste/Oeste: Avenida Bernardino de Campos, Praça Osvaldo Cruz, Avenida Paulista.
- Oeste/Noroeste: Rua Frei Caneca, Rua Avanhandava.

## Distritos limítrofes
- República (Nordeste).
- Liberdade (Leste).
- Vila Mariana (Sudeste).
- Jardim Paulista (Sudoeste).
- Consolação (Noroeste).